# 圣母升天圣殿 (热那亚)
圣母升天圣殿 (義大利語：是一座罗马天主教宗座圣殿，位于意大利热那亚。该堂建于1610–1624年。1932年添加了巴洛克风格的立面，由建筑师皮耶罗·巴比利设计；雕塑家路易吉·文萨诺创作了立面的圣若翰洗者和圣若瑟雕像。内部装饰历时几个世纪。
它不应与卡里尼亚诺圣母升天圣殿（Basilica di Santa Maria Assunta）混淆。